# Fenyő Aladár
Fenyő Aladár, született Fried Aladár Ábrahám (Magyarkanizsa, 1891. július 11. – Budapest, 1981. augusztus 3.) színész. Testvére Fenyő Emil (1889–1980) színész volt.

## Életpályája
Fried Mór és Popper Matild (1870–1935) fiaként született. 1912-ben diplomázott a Színművészeti Akadémián. 1913. november 23-án Budapesten, a Józsefvárosban házasságot kötött Mátray Erzsi színésznővel, akitől 1922-ben elvált. 1920. június 15-én áttért az izraelita vallásról az unitárius hitre. 1912–14-ben Szabadkán lépett fel, majd 1914–16-ban Székesfehérvárott működött, 1916-ban került a Vígszínházhoz. Itt 1922-ig játszott, 1923-ban a Renaissance, 1923–25-ben újból a Víg, 1927–29-ben pedig a Fővárosi Operettszínház foglalkoztatta. Ezt követően nem rendelkezett szerződéssel. 1931. július 14-én ismét megnősült. Második felesége Horth Ilona volt, akitől 1941-ben elvált. 1945-ben a Színészek Szabad Szakszervezetének tisztviselője volt. 1952–54-ben a Madách, 1954–56-ban a Petőfi, 1956 és 1963 között a Jókai Színházban játszott, 1964-től a Tháliában lépett fel.

## Főbb színházi szerepei
- Harpagon (Molière: A fösvény)
- Mercutio (Shakespeare: Hamlet)
- Jágó (Shakespeare: Othello)
- Lucifer (Madách Imre: Az ember tragédiája)
- Shylock (Shakespeare: A velencei kalmár)
- Faun (Knoblauch: címszereplő)
- Hübner (Szomory Dezső: Györgyike drága gyermek)

## Filmszerepei
- Nővérek (1912) – Dorn bankigazgató
- A halhatatlan asszony (1917)
- Tavaszi vihar (1917) – Wagner tőkepénzes
- A bánya titka 1-2. (1918) – Pietro Rizzi
- Megölöm ezt a Hacseket! (1933, rövid játékfilm)
- Menekülés a börtönbe (1962, tévéfilm) – Bíró II.
- A kőszívű ember fiai 1-2. (1964) – Osztrák tiszt II.
- A visszaeső bűnös (1971, tévéfilm)

## Szinkronszerepei
| Év   | Cím                           | Szereplő             | Színész      | Szinkron év |
| ---- | ----------------------------- | -------------------- | ------------ | ----------- |
| 1937 | Tüzek Anglia felett           | N/A                  | N/A          | 1967        |
| 1960 | Iskolatársak voltunk          | Strohbach professzor | Hans Leibelt | 1961        |
| 1962 | A párduc (1. magyar szinkron) | N/A                  | N/A          | 1975        |
| 1964 | Jó vadászatot!                | N/A                  | N/A          | 1966        |
| 1973 | Felismerés                    | N/A                  | N/A          | 1976        |